# Olympische Winterspiele 1952/Teilnehmer (Italien)
| Gelbes Symbol für Goldmedaillen mit stilisierten Olympischen Ringen | Graues Symbol für Silbermedaillen mit stilisierten Olympischen Ringen | Braundes Symbol für Bronzemedaillen mit stilisierten Olympischen Ringen |
| ------------------------------------------------------------------- | --------------------------------------------------------------------- | ----------------------------------------------------------------------- |
| 1                                                                   | —                                                                     | 1                                                                       |

Italien nahm an den VI. Olympischen Winterspielen 1952 in der norwegischen Hauptstadt Oslo mit einer Delegation von 33 Athleten in sechs Disziplinen teil, davon 28 Männer und 5 Frauen.
Der Skirennläufer Zeno Colò wurde Olympiasieger in der alpinen Abfahrt. Giuliana Chenal Minuzzo gewann ebenfalls in der Abfahrt die Bronzemedaille.

## Teilnehmer nach Sportarten

### Bob
Männer, Zweier
- Uberto Gillarduzzi, Luigi Cavalieri (ITA-1)
12. Platz (5:38,36 min)

- Alberto Della Beffa, Dario Colombi (ITA-2)
10. Platz (5:37,22 min)

Männer, Vierer
- Alberto Della Beffa, Sandro Rasini, Dario Colombi, Dario Poggi (ITA-1)
10. Platz (5:19,92 min)

- Uberto Gillarduzzi, Michele Alverà, Vittorio Folonari, Luigi Cavalieri (ITA-2)
14. Platz (5:25,98 min)

### Eiskunstlauf
Männer
- Carlo Fassi
6. Platz (169,822)

### Eisschnelllauf
Männer
- Guido Caroli
10.000 m: 28. Platz (19:13,6 min)

- Guido Citterio
500 m: 38. Platz (48,2 s)
1500 m: 32. Platz (2:30,8 min)

- Enrico Musolino
500 m: 25. Platz (45,9 s)
1500 m: 31. Platz (2:30,7 min)

### Nordische Kombination
- Alfred Prucker
Einzel (Normalschanze / 18 km): 12. Platz (397,970)

### Ski Alpin
Männer
- Albino Alverà
Slalom: 23. Platz (2:10,4 min)

- Silvio Alverà
Abfahrt: 20. Platz (2:43,6 min)
Riesenslalom: 22. Platz (2:37,7 min)
Slalom: 19. Platz (2:09,8 min)

- Ilio Colli
Abfahrt: 18. Platz (2:43,2 min)

- Zeno Colò
Abfahrt: Gold  (2:30,8 min)
Riesenslalom: 4. Platz (2:29,1 min)
Slalom: 4. Platz (2:01,8 min)

- Carlo Gartner
Abfahrt: 8. Platz (2:36,5 min)
Riesenslalom: 18. Platz (2:35,7 min)

- Roberto Lacedelli
Riesenslalom: 24. Platz (2:39,5 min)

- Ermanno Nogler
Slalom: im Vorlauf ausgeschieden

Frauen
- Giuliana Chenal Minuzzo
Abfahrt: Bronze  (1:49,0 min)
Riesenslalom: 20. Platz (2:18,2 min)
Slalom: 8. Platz (2:15,9 min)

- Maria Grazia Marchelli
Abfahrt: disqualifiziert
Riesenslalom: disqualifiziert

- Celina Seghi
Abfahrt: 15. Platz (1:54,9 min)
Riesenslalom: 7. Platz (2:12,5 min)
Slalom: 4. Platz (2:13,8 min)

### Skilanglauf
Männer
- Ottavio Compagnoni
18 km: 36. Platz (1:10:50 h)

- Arrigo Delladio
18 km: 24. Platz (1:09:17 h)
4 × 10 km Staffel: 6. Platz (2:35:33 h)

- Federico Deflorian
18 km: 19. Platz (1:06:54 h)
4 × 10 km Staffel: 6. Platz (2:35:33 h)

- Giacomo Mosele
18 km: 34. Platz (1:10:36 h)

- Alfred Prucker
18 km: 38. Platz (1:10:56 h)

- Severino Compagnoni
50 km: 18. Platz (4:16:13 h)

- Antenore Cuel
50 km: 19. Platz (4:16:26 h)

- Nino Anderlini
4 × 10 km Staffel: 6. Platz (2:35:33 h)

- Vincenzo Perruchon
4 × 10 km Staffel: 6. Platz (2:35:33 h)

Frauen
- Fides Romanin
10 km: 17. Platz (54:43 min)

- Ildegarda Taffra
10 km: Rennen nicht beendet